# تورقوت‌آلپ
تورقوت‌آلپ (به ترکی استانبولی: Turgutalp) شهری است در کشور ترکیه که در استان مانیسا واقع شده‌است. جمعیت این شهر بر اساس سرشماری سال ۲۰۰۸ میلادی ۹٬۵۸۴ نفر و بر اساس برآوردهای سال ۲۰۰۹ میلادی ۱۰٬۰۵۵ نفر می‌باشد.